# Rufus Ewing

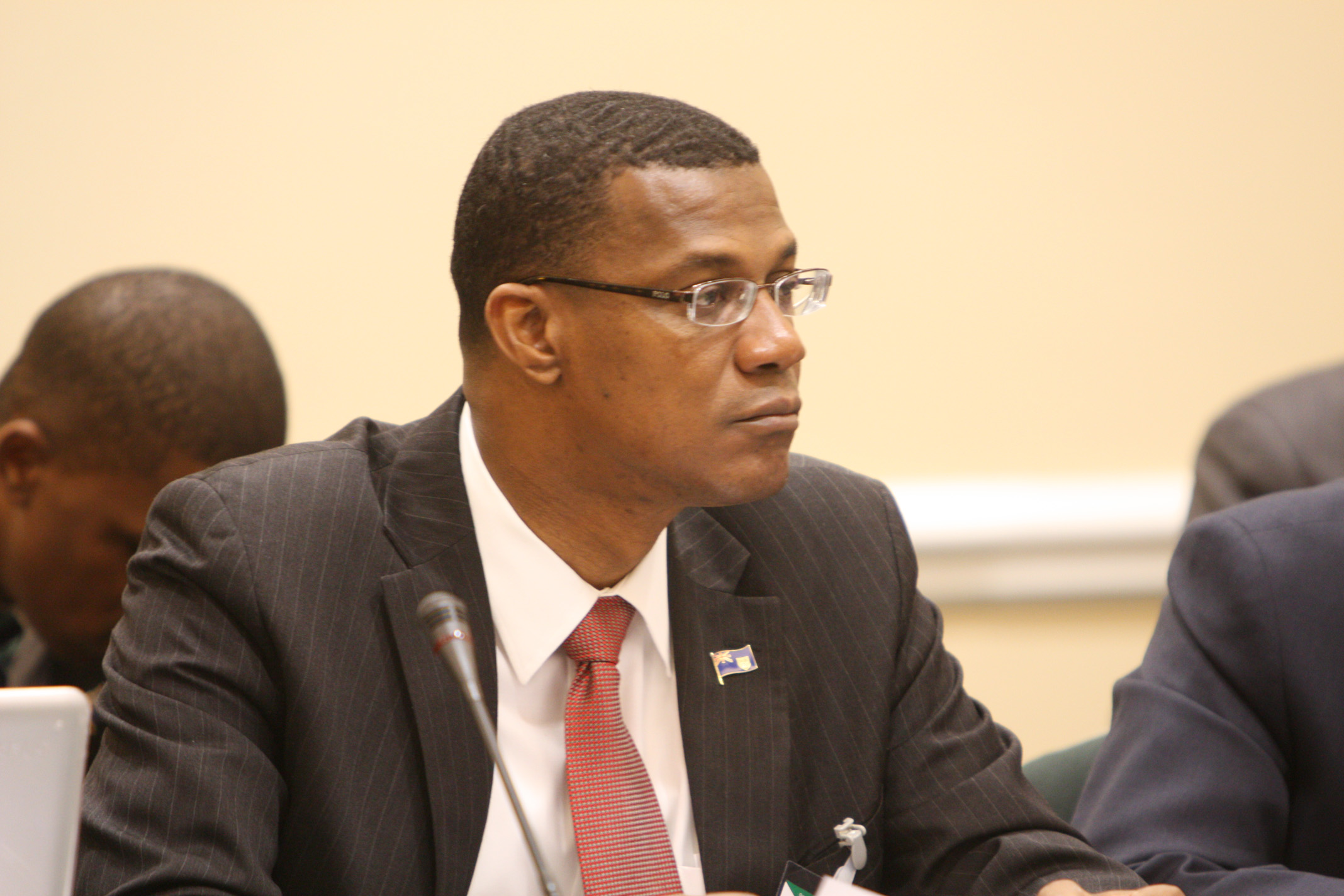
Rufus Ewing

Rufus Washington Ewing (* 1968 in Blue Hills, Providenciales) ist ein Politiker der Progressive National Party (PNP) der Turks- und Caicosinseln, der unter anderem zwischen 2012 und 2016 Premierminister der Turks- und Caicosinseln war.

## Leben
Ewing war der Sohn des Politikers Hilly Ewing, der selbst zeitweise stellvertretender Chefminister der Turks- und Caicosinseln war, und dessen Ehefrau Jane Ewing. Er begann zunächst ein Studium der Medizin an der University of the West Indies (UWI), das er mit einem Bachelor of Medicine, Bachelor of Surgery (MBBS) abschloss. Ein postgraduales Studium der Medizin beendete er mit einem Doktor der Medizin (Doctor of Medicine in General Surgery) und absolvierte auch Auslandsstudienaufenthalte auf den Bahamas, USA und Kanada. Danach war er als Arzt im Vereinigten Königreich und Jamaika tätig und wurde Fellow des American College of Surgeons (FACS) sowie Fellow des Royal College of Surgeons of Edinburgh (FRCSEd).
Nach seiner Rückkehr auf die Turks- und Caicosinseln engagierte sich Ewing in der Entwicklung des öffentlichen Gesundheitswesens und wurde schließlich stellvertretender Leitender Medizinalbeamter sowie Direktor des Gesundheitsdienstes im Gesundheitsministerium. Nach dem Erwerb eines Master of Public Health (MPH) an der Bloomberg School of Public Health der Johns Hopkins University (JHU) setzte er sein Engagement im öffentlichen Gesundheitswesen fort und spielte eine einflussreiche Rolle bei der Entwicklung des Erneuerungsprojekts des nationalen Gesundheitswesens (National Healthcare Renewal Project). Er war ferner Direktor des Gesundheitsforschungsrates der Karibik (Caribbean Health Research Council) sowie Präsident der Vereinigung des öffentlichen Dienstes. 
Als solcher wurde Ewing 2012 Führer der Progressive National Party (PNP) und gewann die Wahlen am 9. November 2012, bei der die PNP acht der 15 Sitze im Parlament (House of Assembly) errang. Vier Tage später wurde er am 13. November 2012 als dritter Premierminister vereidigt und übernahm in seinem Kabinett auch das Amt des Tourismusministers. Dem Kabinett, das am 14. November 2012 vereidigt wurde, übernahm Washington Misick das Amt des Finanzministers sowie Porsha Stubbs-Smith das Amt des Innenministers. Bei den Wahlen 2016 erlitt die PNP allerdings eine Niederlage gegen die People’s Democratic Movement (PDM), die zehn der 15 Sitze gewann und mit Sharlene Cartwright-Robinson eine neue Premierministerin stellen konnte.
Ewing ist mit Dawn A. Perry verheiratet.